# Thackthwaite
Thackthwaite – wieś w Anglii, w Kumbrii. Leży 31 km na południe od miasta Carlisle i 392 km na północny zachód od Londynu.